# Weidehagedis
De weidehagedis (Darevskia praticola) is een hagedis uit de familie echte hagedissen (Lacertidae). 

## Naam en indeling
De wetenschappelijke naam van de groep werd voor het eerst voorgesteld door Eduard Friedrich Eversmann in 1834. Oorspronkelijk werd de wetenschappelijke naam Lacerta praticola gebruikt. Deze hagedis werd lange tijd tot het geslacht van de halsbandhagedissen (Lacerta) gerekend, maar uit onder andere DNA-analyse blijkt dat een aparte geslachtsnaam op de plaats is.

### Ondersoorten
Er zijn vier ondersoorten bekend, inclusief de pas in 2013 wetenschappelijk beschreven ondersoort Darevskia praticola loriensis. Deze ondersoorten zijn onderstaand weergegeven, met de auteur en het verspreidingsgebied.
| Naam                          | Auteur                                                      | Verspreidingsgebied                 |
| ----------------------------- | ----------------------------------------------------------- | ----------------------------------- |
| Darevskia praticola hungarica | Sobolewski, 1930                                            | Roemenië                            |
| Darevskia praticola hyrcanica | Tuniyev, Doronin, Kidov & Tuniyev, 2011                     | Azerbeidzjan en Iran                |
| Darevskia praticola loriensis | Tuniyev, Doronin, Tuniyev, Aghasyan, Kidov & Aghasyan, 2013 | Armenië                             |
| Darevskia praticola praticola | Eversmann, 1834                                             | De rest van het verspreidingsgebied |

## Uiterlijke kenmerken
De rug is lichtbruin met vaak een donkere streep of rij vlekken in het midden, de flanken zijn donkerder. De voor- en achterpoten staan iets van elkaar en de staart is relatief lang. De buik is witgeel en bij de mannetjes in de paartijd groen. Ook de rug wordt met name bij de nek groen, maar deze soort kent geen echte kleuromslag op de gehele bovenzijde, zoals sommige andere echte hagedissen.
De soort wordt vaak verward met de levendbarende hagedis (Zootoca vivipara). De twee soorten zijn het makkelijkst te onderscheiden aan de vorm en de omgeving van de anaalplaat. Deze is bij de levendbarende hagedis klein en wordt omringd door meerdere rijen schubben terwijl de weidehagedis een relatief grotere anaalplaat heeft die is omgeven door slechts een enkele rij schubben.

## Verspreiding en habitat
De weidehagedis komt voor in delen van Europa en uiterst westelijk Azië. De hagedis leeft in de landen Armenië, Azerbeidzjan, Bulgarije, Georgië, Griekenland, Iran, Roemenië, Rusland, Servië en Turkije.
De habitat bestaat uit graslanden, weilanden, oevers van rivieren en berkbeekjes en vochtige weidevelden. Plekken met een dichte vegetatie en een enigszins vochtige omgeving hebben de voorkeur. De hagedis graaft kleine holletjes onder een steen of struik waar snel in gevlucht wordt bij gevaar. Het voedsel bestaat uit insecten, wormen en spinnen.